# Flers-en-Escrebieux Communal Cemetery
Flers-en-Escrebieux Communal Cemetery is een Britse militaire begraafplaats gelegen in de Franse plaats Flers-en-Escrebieux (Noorderdepartement). De begraafplaats wordt onderhouden door de Commonwealth War Graves Commission.
De begraafplaats telt een Brits graf uit de Eerste Wereldoorlog.